# Nick Ross (Eishockeyspieler)
Nicholas Rory „Nick“ Ross (* 10. Februar 1989 in Lethbridge, Alberta) ist ein kanadischer Eishockeyspieler, der seit 2022 bei den Ducs d’Angers aus der Ligue Magnus unter Vertrag steht.

## Karriere
Nick Ross begann seine Karriere in seiner Heimatstadt Lethbridge und spielte in der Saison 2004/05 für die Lethbridge Pronghorns. Beim WHL Bantam Draft 2004 wurde er in der zweiten Runde von den Regina Pats ausgewählt und wechselte 2005 zu den Pats in die Western Hockey League. Dort zeigte Ross hervorragende Leistungen und zählte zu den vielversprechendsten Talenten der WHL. Beim NHL Entry Draft 2007 wurde er schließlich von den Phoenix Coyotes in der ersten Runde an 30. Stelle ausgewählt. Im Januar 2008 transferierten die Regina Pats Ross zu den Kamloops Blazers und erhielten im Gegenzug Victor Bartley, wobei noch zwei weitere Verteidiger sowie ein Draft-Wahlrecht getauscht wurden. Nachdem er mit den Blazers in den Playoffs ausgeschieden war, gab Ross zum Ende der Saison sein Debüt in der American Hockey League und spielte vier Partien für San Antonio Rampage, dem Farmteam der Phoenix Coyotes. In der Saison 2008/09 spielte er zunächst weiterhin für die Blazers, ehe er im Januar 2009 zu den Vancouver Giants transferiert wurde.
Nach dem Ende seiner Juniorenzeit spielte Ross ab der Saison 2009/10 für zwei Jahre in der AHL für San Antonio Rampage und in der ECHL für die Las Vegas Wranglers. Die Saison 2011/12 verbrachte er beim neuen Farmteam der Coyotes, den Portland Pirates. Da Ross seine guten Leistungen während seiner Juniorenzeit im Profibereich nicht bestätigen konnte, erhielt er kein neues Vertragsangebot der Coyotes. Im Juli 2012 unterschrieb er einen Vertrag beim EC Red Bull Salzburg aus der Österreichischen Eishockey-Liga. Nach neun Ligaspielen und sechs Einsätzen in der European Trophy 2012 wechselte Ross im Oktober 2012 zu den Augsburger Panthern in die Deutsche Eishockey Liga. Zur nächsten Saison unterschrieb er bei HDD Olimpija Ljubljana und kehrte in die ÖEL zurück. Dort wurde er punktbester Verteidiger seiner Mannschaft, mit der er sich jedoch nicht für die Playoffs qualifizieren konnte. Daher wechselte er im Februar 2014 zu Asiago Hockey in die italienische Liga. Dort machte er 17 Spiele und kam bis ins Playoff-Halbfinale. Im April 2014 unterschrieb Ross beim HC Innsbruck und kehrte erneut in die österreichische Liga zurück. Nach 34 Scorerpunkten in 54 Spielen wurde sein Vertrag verlängert. Im Februar 2016 wurde zunächst sein Abgang zum Ende der Saison 2015/16 bekanntgegeben, am 1. Juli 2016 erhielt Ross überraschend eine Verlängerung seines Vertrages um ein Jahr.
Nach einem Jahr beim DVTK Jegesmedvék in der slowakischen Extraliga wurde Nick Ross von den Lausitzer Füchsen aus der DEL2 verpflichtet, wo auch sein Bruder Brad unter Vertrag stand. Anschließend stand er ab Juli 2021 beim Dornbirner EC aus der Österreichischen Eishockey-Liga unter Vertrag, danach ab März 2022 beim HK Dukla Michalovce.

## Persönliches
Sein jüngerer Bruder Brad Ross ist ebenfalls professioneller Eishockeyspieler und spielt als Stürmer.
Teile seiner Familie kommen aus Dortmund.

## Erfolge und Auszeichnungen
- 2007 Teilnahme am CHL Top Prospects Game
- 2019 Spengler-Cup-Gewinn mit dem Team Canada

## Karrierestatistik

### International
(Legende zur Spielerstatistik: Sp oder GP = absolvierte Spiele; T oder G = erzielte Tore; V oder A = erzielte Assists; Pkt oder Pts = erzielte Scorerpunkte; SM oder PIM = erhaltene Strafminuten; +/− = Plus/Minus-Bilanz; PP = erzielte Überzahltore; SH = erzielte Unterzahltore; GW = erzielte Siegtore; 1 Play-downs/Relegation; Kursiv: Statistik nicht vollständig)